# Amerikansk kopparand
Amerikansk kopparand (Oxyura jamaicensis) är en fågel i familjen änder inom ordningen andfåglar. Den är en relativt liten och satt dykand med styva stjärtfjädrar. Hanen har kopparröd dräkt med svart hjässa, vit kind och blå näbb. Honan är gråbrun med ett streck på kinden. Arten förekommer ursprungligen i Nordamerika och Västindien, men har införts i Europa där den utgör ett påtagligt hot mot den inhemska kopparanden genom hybridisering. Det vilda nordamerikanska beståndet minskar dock i antal. 

## Utseende

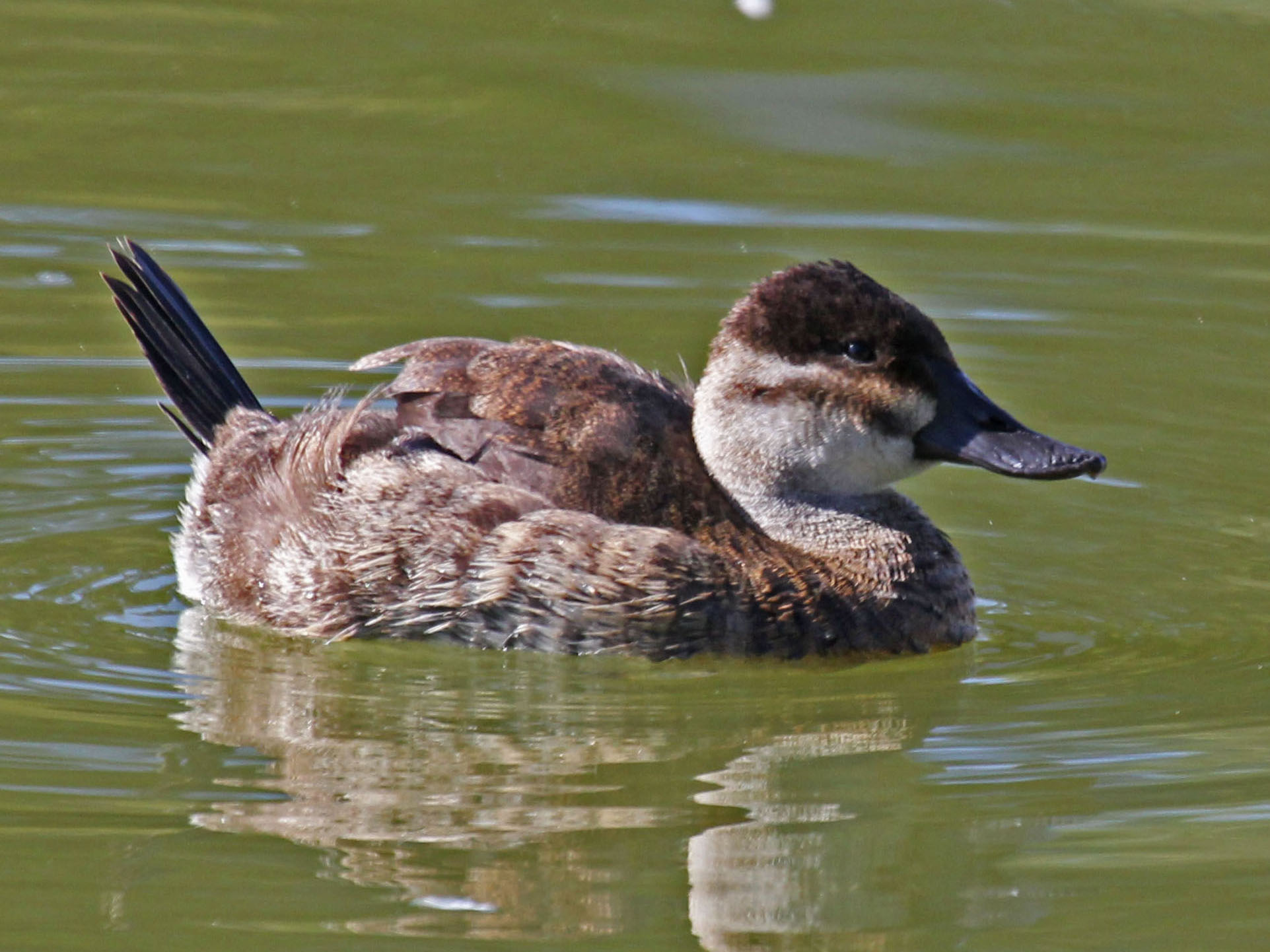
Adult hona.

Amerikansk kopparand är en liten och satt dykand med tjock hals och långa stela stjärtfjädrar som sticker rakt upp när fågeln är inaktiv. Näbben är liksom hos andra kopparänder relativt stor och svullen. Hanen är större än honan, 37–43 cm mot 35–41 cm. Adulta hanar har roströd kropp, blå näbb och vitt ansikte med svart hjässa. Adulta honor har gråbrun kropp med gråaktigt ansikte och mörkare näbb, hjässa och en rand på kinden. Deras ben är placerade långt bak på kroppen vilket gör att de rör sig klumpigt på land och därför mestadels befinner sig i vattnet. De har ett komplext ruggningssystem varför de är svåra att åldersbestämma i fält.

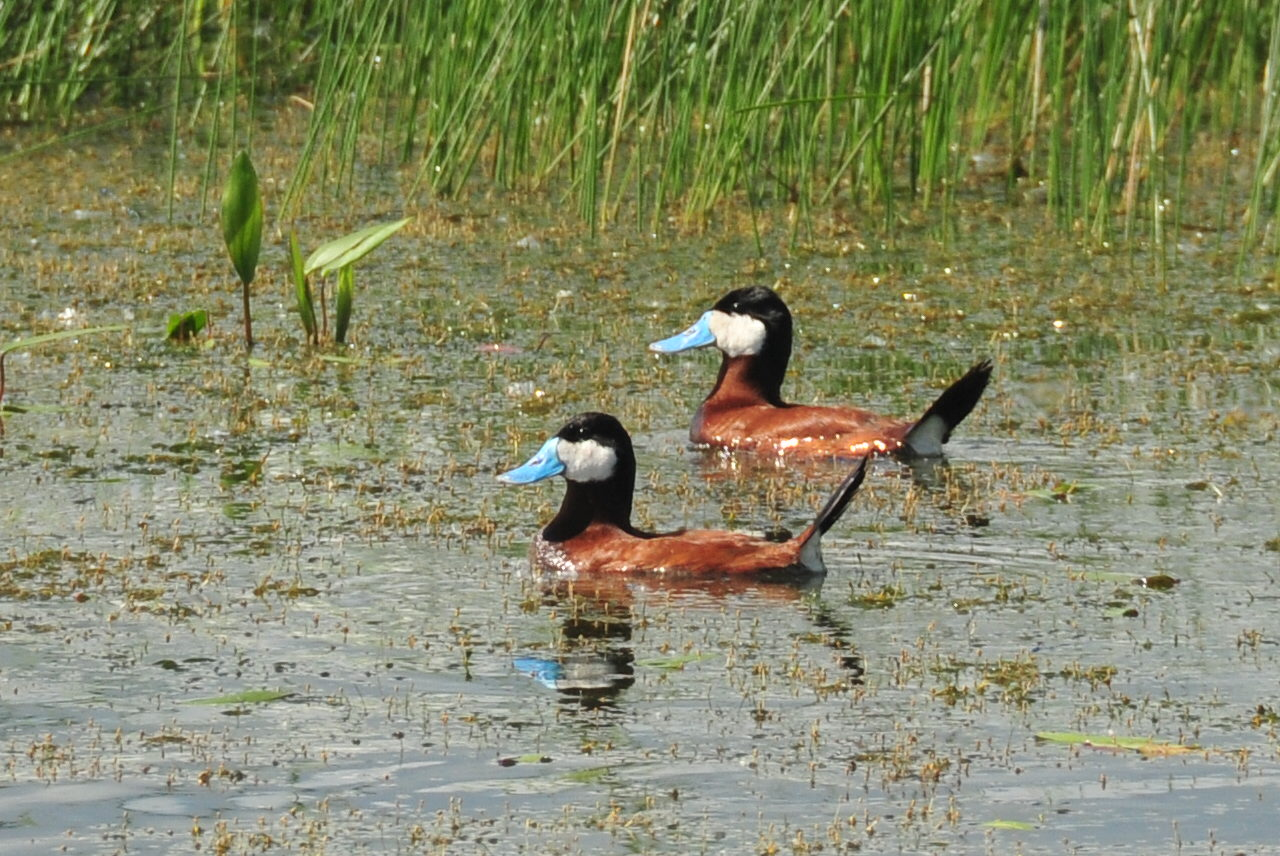
Två hanar som uppvisar sina karakteristiskt resta stjärtar.

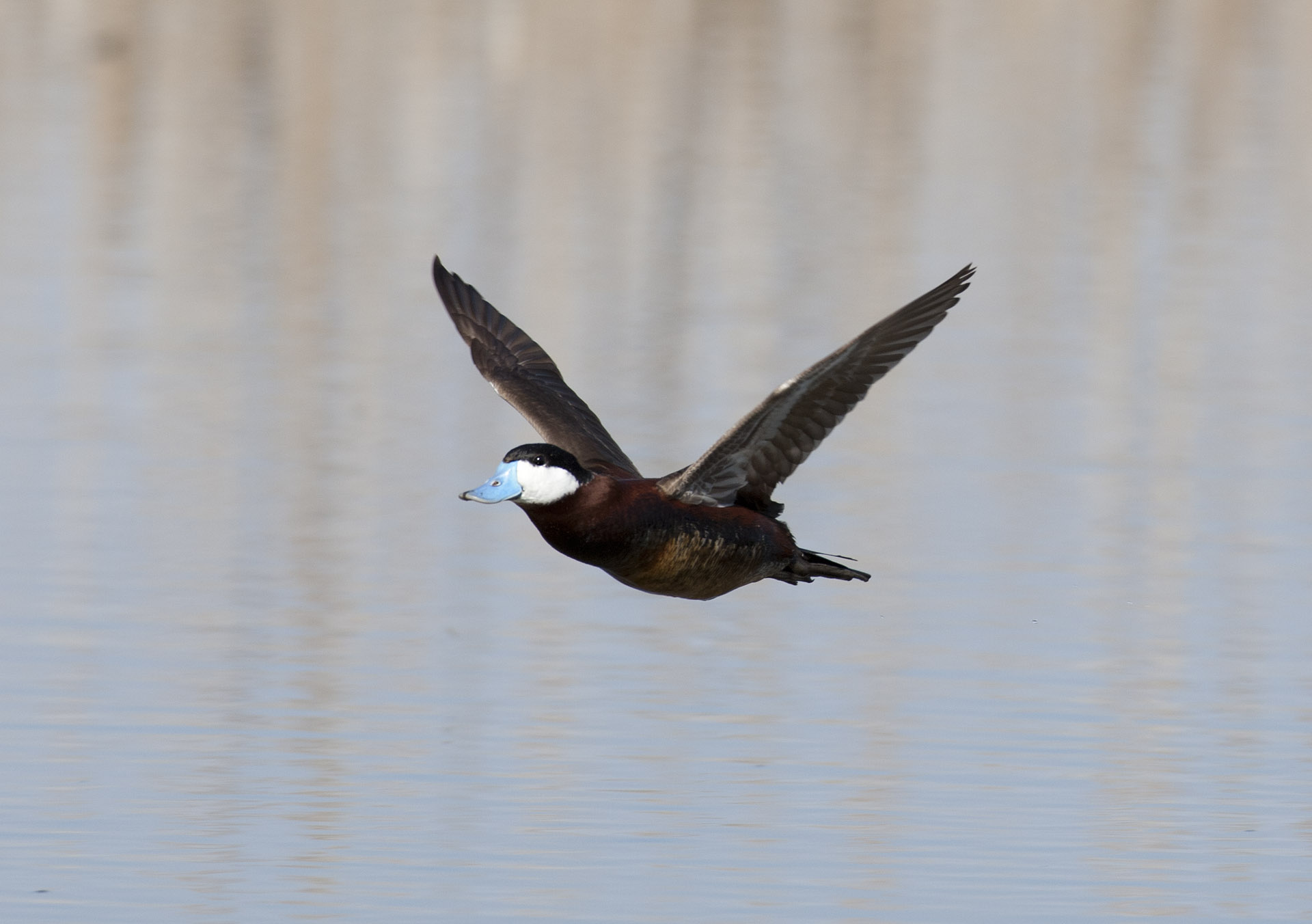
Hane amerikansk kopparand i flykten.

Hos sydamerikanska bestånd har hanar helsvart huvud. Dessa urskildes tidigare som den egna arten "andinsk kopparand" (se Systematik nedan).

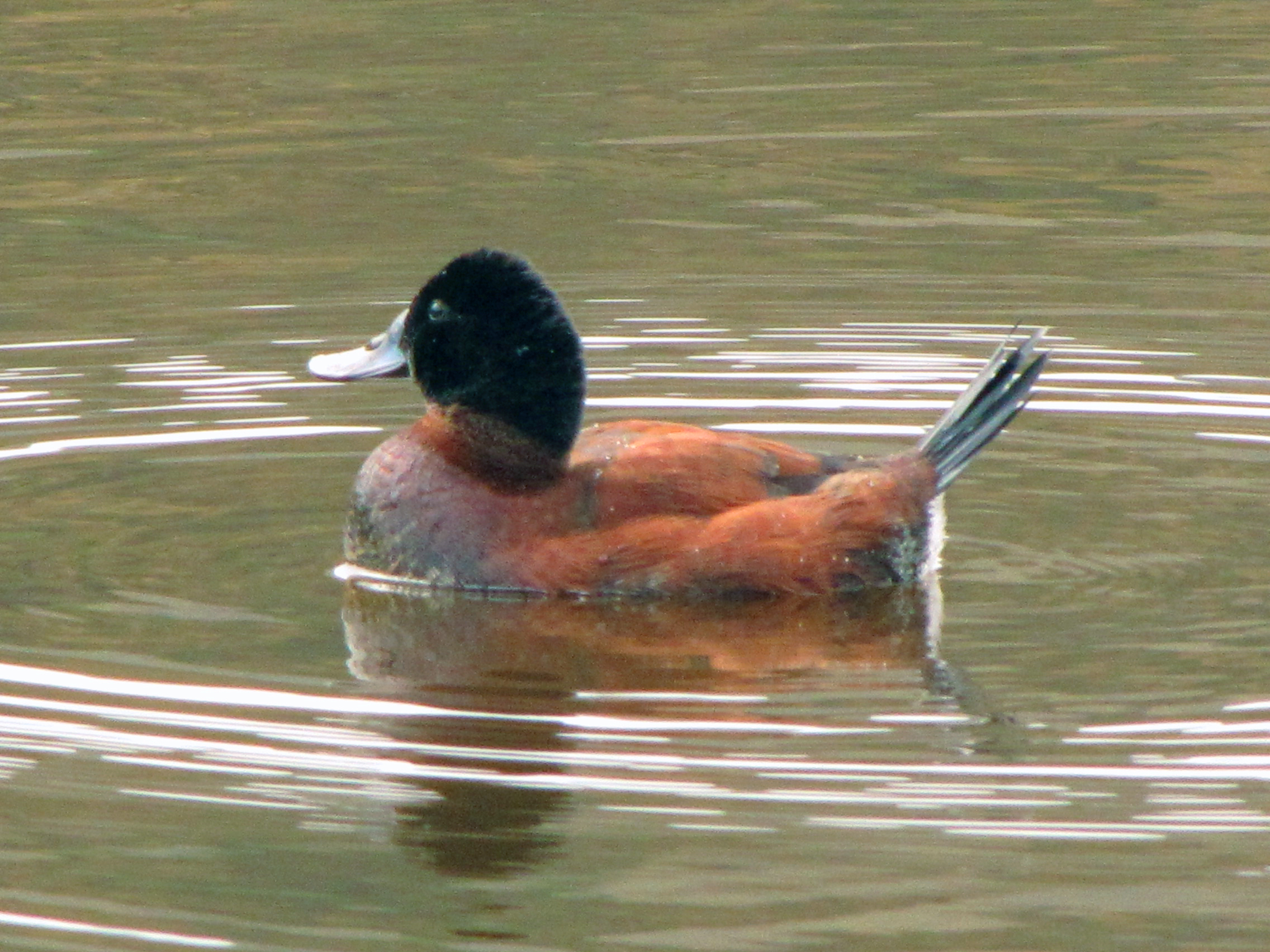
Hane "andinsk kopparand" fotograferad i Colombia.

## Läte
Fågeln är mestadels tystlåten. Hanens spelläte består av olika sorters knäppande ljud som han åstadkommer genom att slå näbben mot bröstet.

## Utbredning och systematik
Amerikanska kopparanden förekommer i både Nord- och Sydamerika och delas in i tre underarter med följande utbredning:
- Oxyura jamaicensis jamaicensis, nordlig amerikansk kopparand[6] – i inlandet i nordvästra Nordamerika (från sydvästra Kanada till Mexiko); även Västindien
- Oxyura jamaicensis ferruginea – lokalt från Anderna i södra Colombia till södra Argentina och södra Chile
- Oxyura jamaicensis andina – centrala och östra Anderna i Colombia

Underarterna ferruginea och andina har tidigare kategoriserats tillsammans som den egna arten "andinsk kopparand" (O. ferruginea). Dessa inkluderas dock i AviLists systematik från 2025, baserat på små skillnader i mitokondrie-DNA, delade haplotyper och det faktum att andina är en hybridform mellan ferruginea och jamaicensis.

### Som introducerad art i Europa
Den amerikanska kopparanden planterades in 1948 till Slimbridgereservatet i sydvästra England av fågelskyddsförespråkaren och konstnären Peter Scott. Därifrån spred sig sedan arten och i slutet av 1900-talet förekom den i Frankrike, Belgien, Nederländerna och Spanien. Då den under 1990-talet började hybridisera och tränga undan den hotade kopparanden som häckar i Spanien bedömdes den som en invasiv art. På grund av detta hot har det bedrivits skyddsjakt på amerikansk kopparand. Kring 2016 fanns det bara cirka 40 individer kvar i Storbritannien i det brittiska beståndet mot en tidigare uppskattning av minst 6500 fåglar. Den amerikanska kopparanden är därmed på väg att elimineras från den europeiska faunan.

#### Förekomst i Sverige
Amerikansk kopparand har observerats många gånger i Sverige och häckning har förekommit. Ett par häckade mellan 1996 och 1997 i Tannetjärnen, Nordanstigs kommun i Hälsingland, och ett par 2004 i Skåra viltvatten i Södermanland. Sedan 2005 är skyddsjakt på amerikansk kopparand tillåten i Sverige.

## Ekologi
Amerikanska kopparanden häckar i sjöar, våtmarker och dammar. Den övervintrar i isfria vikar vid kusten, och i ofrusna sjöar och dammar. Arten födosöker genom att dyka och simma under vattnet. Födan består mestadels av frön och rötter av vattenväxter, vatteninsekter och kräftdjur. Den bygger bo i tät vegetation nära vatten. Par ombildas varje år. De har specifika uppvisningsbeteenden under inledningen av häckningen. De skapar ett trummande läten med hjälp av en uppblåst strupsäck, rör huvudet i kraftiga rörelser och reser sin korta tofs på huvudet.

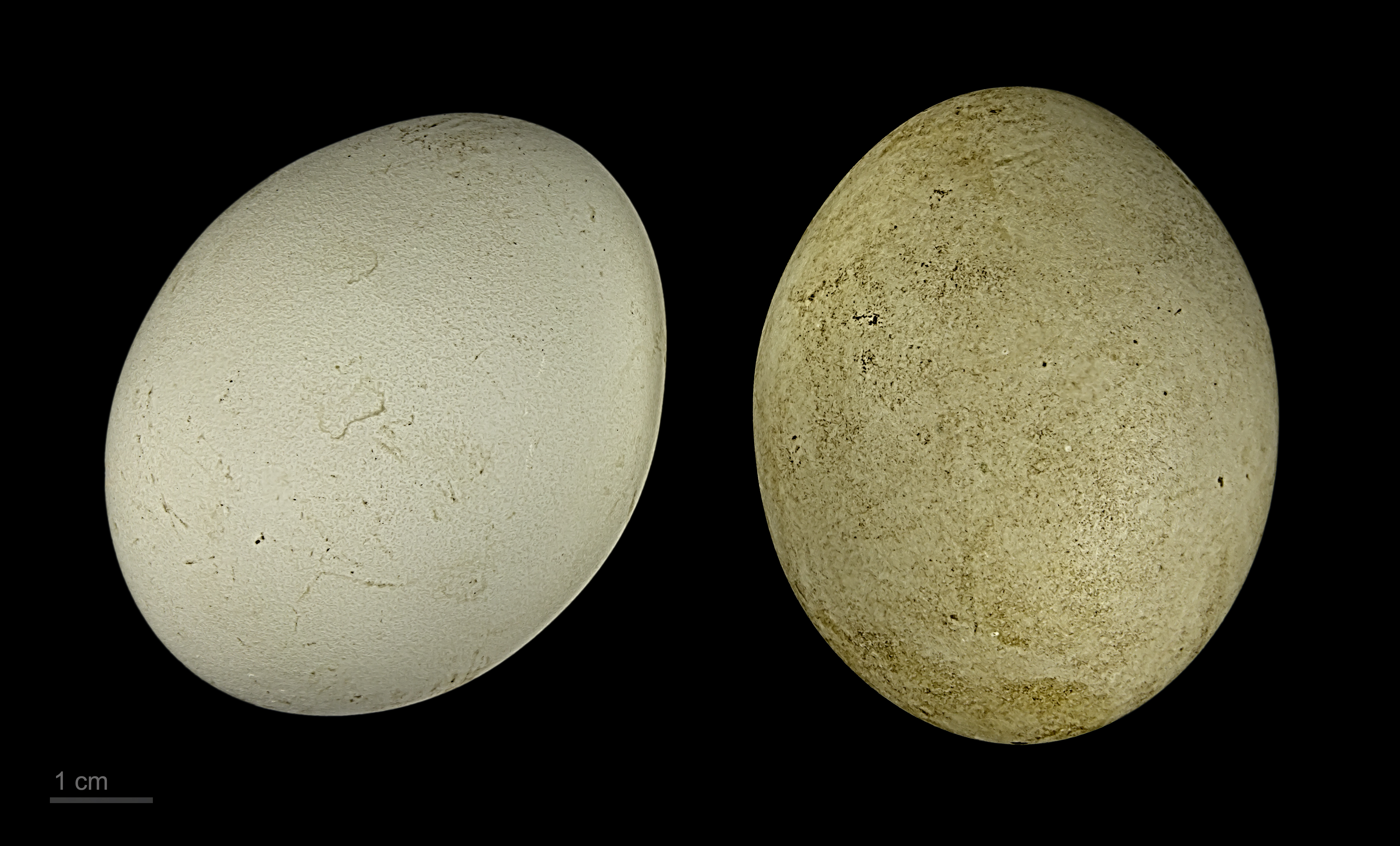
Amerikanska kopparandens ägg.

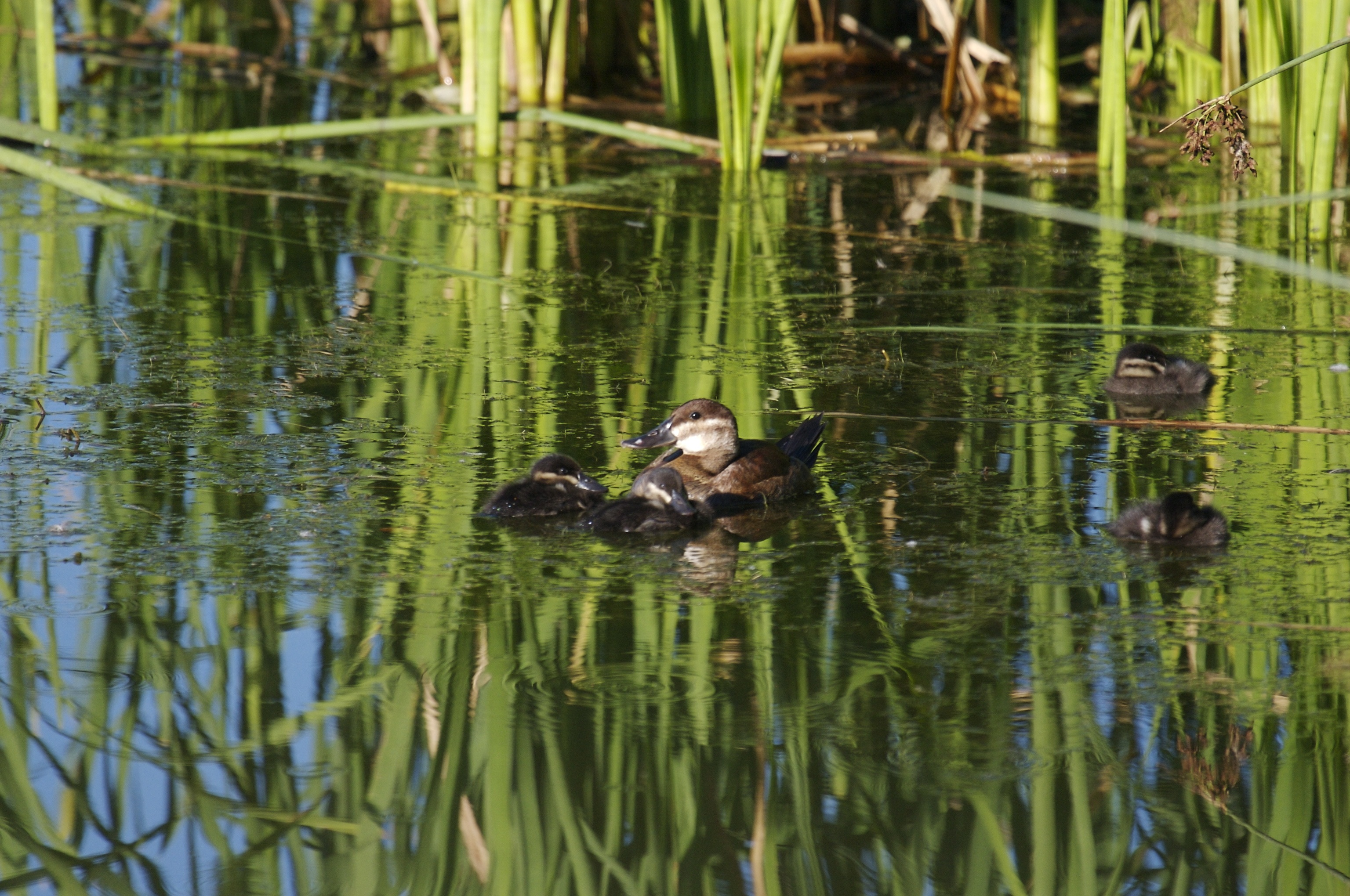
Hona med ungar.

## Status och hot
IUCN bedömer hotstatus för nominatformen och övriga underarter var för sig, båda som livskraftiga.

## Taxonomi och namn
Fågeln beskrevs vetenskapligt av Johann Friedrich Gmelin år 1789 under protonymen Anas jamaicensis. Dess vetenskapliga artnamn jamaicensis betyder "från Jamaica", varifrån typexemplaret hämtades.